# 钱止庵
钱止庵（1923年—），男，浙江杭县人，中华人民共和国机械工程师、政治人物，曾任吉林柴油机厂高级工程师，吉林省政协副主席。